# 根利森林鉄道
根利森林鉄道（ねりしんりんてつどう）は、群馬県沼田営林署が群馬県利根郡赤城根村(現沼田市)内の国有林に敷設、運営した森林鉄道。

## 概要
群馬県北部の国有林を管轄する沼田営林署管内の、袈裟丸山南西山麓の山林からの伐木輸送のため、根利森林鉄道が敷設された。運材は最初から最後まで山トロリー（山トロ）を使用して下り勾配を利用して貯木場まで下ろしていた。山トロは当初牛により引き上げられていたが機関車（特殊軽量機関車 岩手富士産業及び協三工業製）に変わった。1953年の記録によると木材43252石 (単位)、木炭22000俵、薪35000俵が運ばれた。

## 路線データ
- 軌間：762mm
- 動力：牛、内燃
- 根利森林鉄道　11.3km
- 倉見支線　4.7km
- オバッコ沢支線　0.8km

## 歴史
- 1940年（昭和15年）：日影南郷-小松間(3.7km)開設
- 1941年（昭和16年）：小松-根利間(4.4km)開設
- 1942年（昭和17年）：根利-根利事業所間(3.2km)開設、以降順次支線を敷設
- 1947年（昭和22年）：カスリーン台風による被害のため、日影南郷-根利間(8.1km)廃止
- 1960年（昭和35年）：オバッコ沢支線廃止
- 1962年（昭和37年）：倉見支線廃止
- 1963年（昭和38年）：全線廃止、自動車道転換